# Подводные лодки проекта 75I
Подводные лодки проекта 75I — серия перспективных дизель-электрических подводных лодок, которые планируются к постройке для ВМС Индии и являются дальнейшим развитием  подводных лодок типа P-75 («Калвари»). В рамках этого проекта предполагается построить шесть  многоцелевых подводных лодок, которые будут иметь расширенные возможности, включая воздушно-независимые двигательные установки (AIP), ISR, поддержку операций сил специального назначения (SOF), крылатые ракеты средней дальности, средства ПЛО, противокорабельные ракеты, возможность для ударов по наземным целям и другие особенности.   Ожидается, что все шесть подводных лодок будут построены в Индии в рамках инициативы Make in India.  

## История
В 1997 году Министерство обороны одобрило план по приобретению 24 подводных лодок в рамках проекта 75.  После Каргильской войны в 1999 году Комитет Кабинета министров по безопасности (CCS) — высший орган Индии, принимающий решения по вопросам, связанным с обороной и национальной безопасностью — утвердил 30-летний план строительства подводных лодок, который предусматривал создание двух параллельных производственных линий, каждая из которых построит по шесть подводных лодок. Более старый Проект-75 (P-75) был скорректирован, производственные линии будут построены в соответствии с проектами P-75 и P-75I с использованием трансфера технологий от зарубежных производителей. 
В 2008 году сообщалось, что в Armaris (ныне Naval Group), HDW и Рособоронэкспорт были направлены запросы информации (RFI) о постройке в Индии шести подводных лодок с воздушно-независимой силовой установкой (AIP) и возможностью наносить удары по наземным целям.  
В июле 2010 года Совет по оборонным закупкам (DAC) — главный орган Министерства обороны по закупке вооружений — принял решение импортировать две подводные лодки, построить три на верфи Mazagon Docks Limited (MDL) и одну на Hindustan Shipyard Limited (HSL) с общим бюджетом в 950 млрд рупий ($13 млрд в ценах 2020 года).  После того, как в августе 2010 года проект был одобрен DAC, в сентябре 2010 года вновь были разосланы запрос предложений,  однако они не были одобрены CCS из-за противоречий между ВМС и МО Индии по поводу участия в проекте частных верфей. В результате  разрешение истекало и продлевалось несколько раз до 2013 года.  
В октябре 2014 года DAC решил построить все шесть подводных лодок в Индии и утвердил бюджет в 530 млрд рупий. Наряду с государственными MDL, HSL и Cochin Shipyard Limited (CSL), частным компаниям L&T Shipbuilding и Pipavav Shipyard (R-Naval) было разрешено участвовать в торгах по проекту в сотрудничестве с иностранными верфями. 
В 2017 году ВМС Индии направили еще один запрос информации в Naval Group, Рособоронэкспорт, ThyssenKrupp Marine Systems (TKMS), Saab Kockums, Navantia и Mitsubishi Heavy Industries (MHI).  Из шести компаний ответили только Naval Group, Рособоронэкспорт, TKMS и Saab, ответы от Navantia и Mitsubishi в установленные сроки не были получены.  
В июне 2017 года сообщалось, что контракт на строительство будет заключен в соответствии с политикой «Стратегического партнерства» (СП), которая исключит конкуренцию государственных верфей.  В феврале 2018 года, когда срок действия разрешения истек, DAC в январе 2019 года вновь утвердил проект с бюджетом 400 млрд рупий.  
В апреле 2019 года было выдано Изъявление заинтересованности (EOI) в постройке шести подводных лодок, способных наносить ракетные удары по наземным целям и надводным кораблям.  В июне 2019 года разрешение на участие в проекте получила южнокорейская компания Daewoo Shipping & Marine Engineering (DSME).   Navantia ответила на запрос в июле 2019 года, подтвердив участие компании в конкурсе.   Вскоре после этого, в сентябре 2019 года, Saab отказался от участия, сославшись на опасения по поводу правил «Стратегического партнерства».  В результате ухода Saab участниками проекта P-75I остались пять фирм — Naval Group, Рособоронэкспорт, TKMS, Navantia и DSME. Эти фирмы в 2020 году были официально включены в список финалистов. 

## Финалисты
21 января 2020 года Правительство Индии выбрало в качестве финалистов проекта P-75I две индийские верфи — Larsen & Toubro (L&T) и Mazagon Dock Limited (MDL).  Одновременно правительство Индии включило в шорт-лист пять иностранных производителей оригинального оборудования — ThyssenKrupp Marine Systems (TKMS, Германия), КБ «Рубин» (Россия), Navantia (Испания), Naval Group (Франция) и Daewoo Shipping & Marine Engineering (DSME, Юж. Корея). 
Две индийские верфи должны сотрудничать с пятью иностранными OEM-производителями, включенными в окончательный список.  В июле 2021 года Министерство обороны официально издало запрос предложений на строительство шести подводных лодок с бюджетом 430 млрд рупий ($5,7 млрд) по модели «стратегического партнерства».  
На момент подачи запроса предложений в конкурсе участвовали пять иностранных производителей:
- Naval Group (Франция) с дизель-электрическим вариантом АПЛ типа «Сюффрен». [29] По другим источникам  Франция может предложить усовершенствованный вариант лодок типа «Скорпен». [30]
- ThyssenKrupp Marine Systems (Германия) с  подводной лодкой типа 214. [31]
- Конструкторское бюро «Рубин» (Россия) с вариантом подводной лодки класса «Амур», известным как Амур-1650. [32]
- Navantia (Испания) c подводной лодкой типа S-80+. [33]
- Daewoo Shipbuilding and Marine Engineering (Республика Корея) с 3000-тонным вариантом подводной лодки типа «Досан Ан Чханхо» (KSS-III), известным как DSME-3000. [34]

Две индийские верфи, вошедшие в шорт-лист P-75I, были:
- L&T Shipbuilding (L&T) [3] [28]
- Mazagon Dock Shipbuilders Limited (MDL) [3] [28]

## Разработки
В июле 2021 года MDL — одна из двух индийских верфей, участвующих в конкурсе, направила RFI пяти вошедшим в шорт-лист иностранным производителям. RFI требовало, чтобы OEM-производитель имел воздухонезависимый двигатель (AIP), испытанный на действующей подводной лодке. Сообщается, что у трех стран — Франции, России и Испании — не было ни одной действующей подводной лодки с AIP, в результате чего Германия (TKMS) и Южная Корея (DSME) остались единственными претендентами.   
В сентябре 2021 года TKMS вышла из конкурса, указав в качестве причины «ограничительные условия» в тендере, касающиеся ответственности сторон, высокого процента локализации и «отсутствия прозрачности» в отношении передачи технологий.    Компания DSME (Южная Корея) осталась единственным претендентом на реализацию проекта P-75I. 

## Галерея

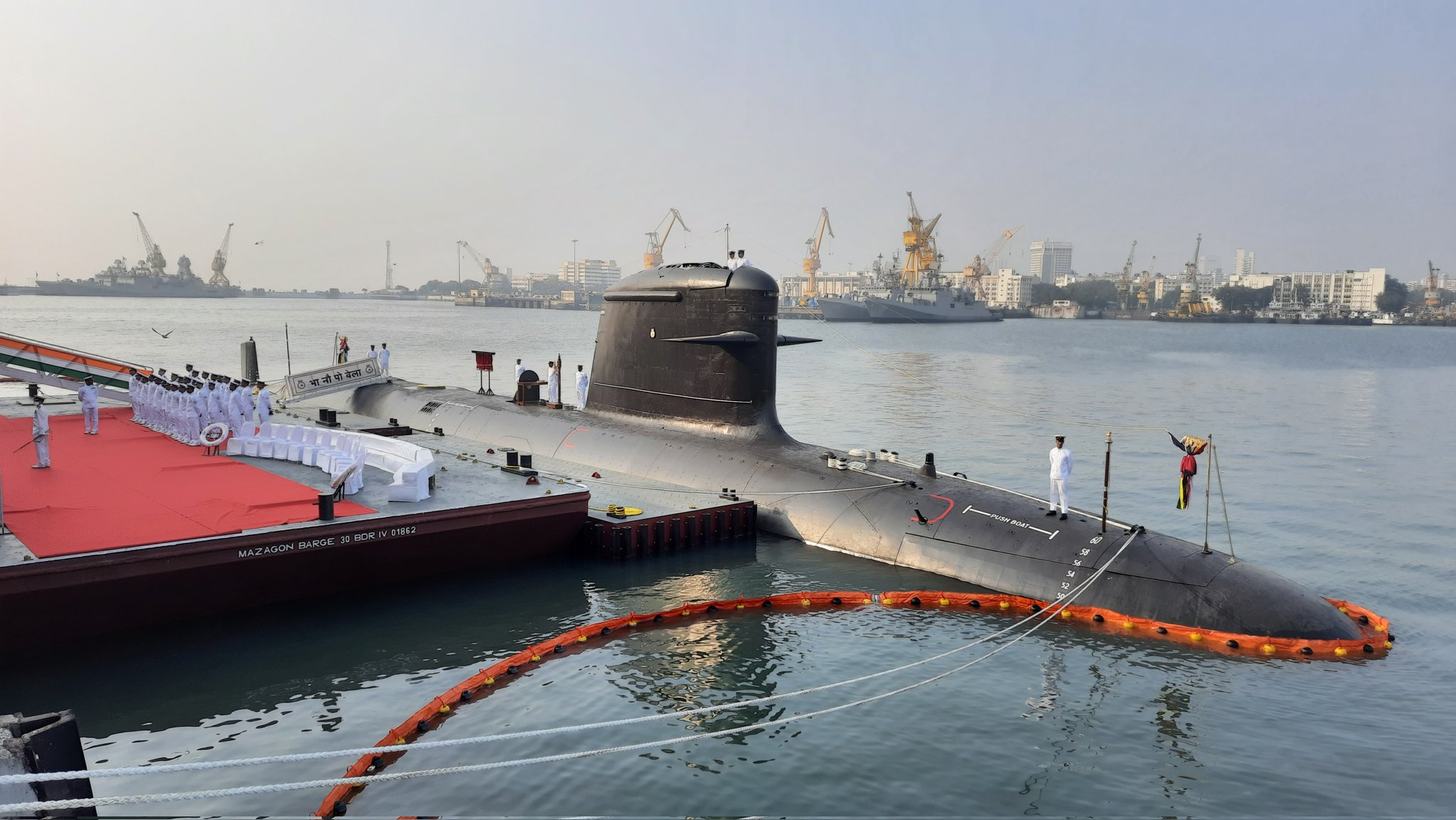
Подводные лодки типа «Скорпен», разработанные Naval Group.
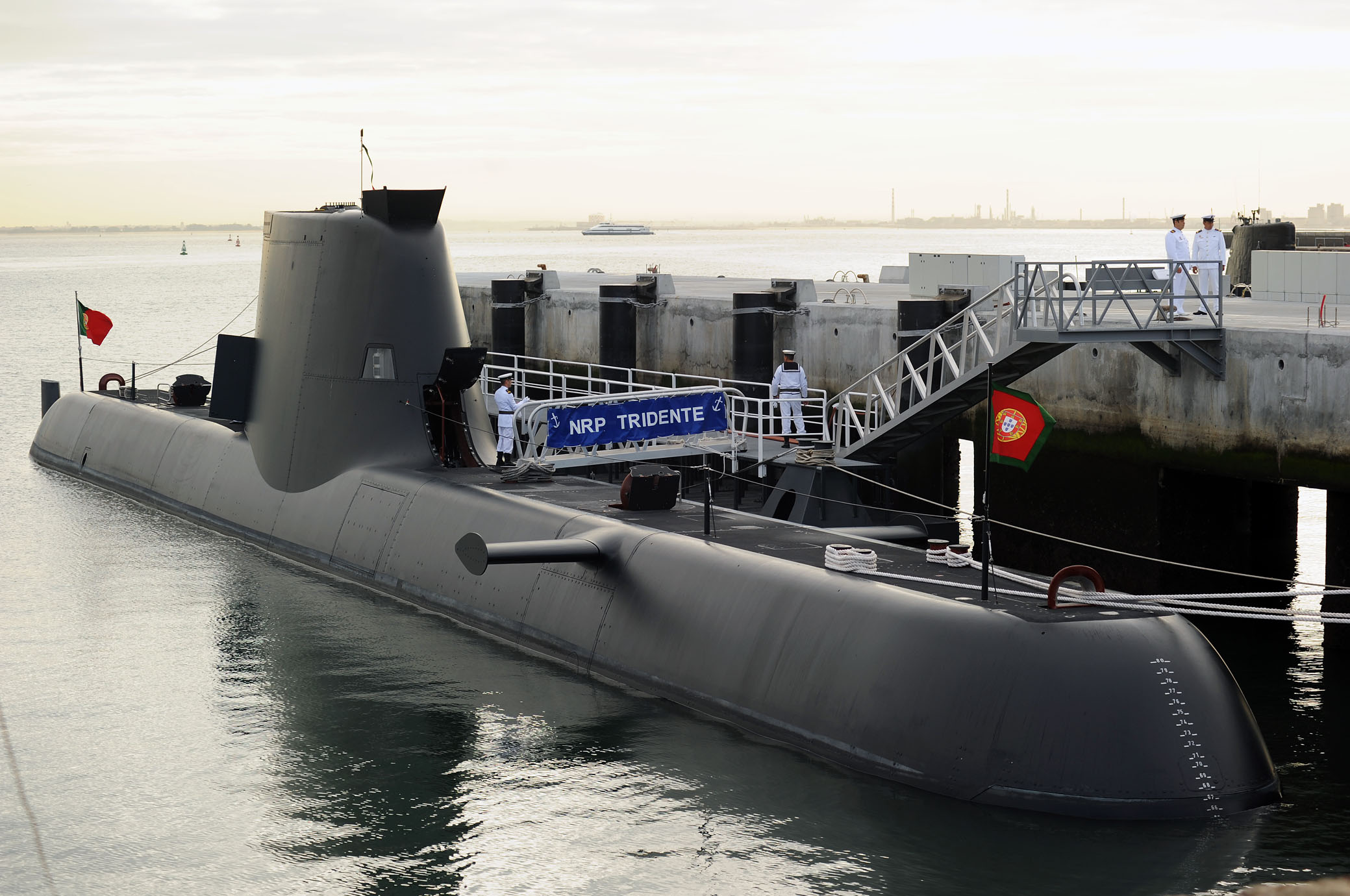
Подводные лодки типа 214, разработанные ThyssenKrupp Marine Systems[англ.].

## Внешние ссылки
- Project 75(I), globalsecurity.org
- https://pib.gov.in/Pressreleaseshare.aspx? PRID = 1575065